# Le belve (Sgardoli-Castagna)
Le belve è un romanzo italiano di genere horror thriller pubblicato nel 2020 da Edizioni Piemme e scritto da Guido Sgardoli e Manlio Castagna.

## Trama
La vicenda si svolge a Tresigallo, città in provincia di Ferrara, e in particolare nell'ex Ospedale Boeri. Qui, una classe di liceali in gita viene presa in ostaggio da tre malviventi iniziando una vera e propria discesa agli inferi, tra ferocia umana e presenze sovrannaturali.